# Kazuhiko Nishijima
Kazuhiko Nishijima (n. 4 octombrie 1926, Tsuchiura, Japonia – d. 15 februarie 2009) a fost un fizician japonez, profesor la Universitatea Tokio și Universitatea Kyoto. A adus contribuții importante la fizica particulelor elementare; împreună cu Murray Gell-Mann a introdus conceptul de strangeness (stranietate) și a elaborat formula Gell-Mann-Nishijima.